# Gita Šerman-Kopljar
Gita Šerman-Kopljar (Osijek, 14. veljače 1930. – Osijek, 25. veljače 2009.) bila je hrvatska kazališna i filmska glumica.

## Životopis

### Karijera
Gita Šerman-Kopljar rođena je 14. veljače 1930. godine u Osijeku, gdje je pohađala Glazbenu školu. U HNK Osijek dovodi je maestro Lav Mirski gdje ostaje cijelu svoju karijeru. Kao mlada pjevačica, četiri je godine bila solistica Opere HNK-a Ivana pl. Zajca u Rijeci.
Iz kazališnog opusa glumice valja izdvojiti uloge Brechtove Majke Hrabrost, Mici u mjuziklu "Osječki karusel" i Kornelije u Albinijevoj opereti "Barun Trenk". Godine 1972. osvojila je Nagradu grada Osijeka.

### Privatni život
Majka je televizijskog novinara i voditelja Saše Kopljara.

### Smrt
Umrla je 25. veljače 2009. godine u Osijeku, a pokopana 28. veljače na osječkom gornjogradskom groblju sv. Ane.

## Filmografija

### Filmske uloge
- "Duga mračna noć" kao baka Zdenka (2004.)
- "Djed i baka se rastaju" kao baka (1996.)
- "Hildegard" kao Julka (1983.)

## Vanjske poveznice
- Gita Šerman-Kopljar u internetskoj bazi filmova IMDb-u (engl.)
- Vijest o smrti glumice  Arhivirana inačica izvorne stranice od 28. veljače 2009. (Wayback Machine)